# سکه‌شناسی
سکه‌شناسی دانش مطالعه انواع گوناگون پول از قبیل شمش، حلقه، سکه، اسکناس، تمبر و اوراق بهادار است. در سکه‌شناسی، همچنین به ابزارهای ساخت پول از قبیل مهر، سرسکه و ضرابخانه توجه می‌شود. ابزارهای اعتبار پول همچون توزین و عیارسنج از دیگر مباحث دانش سکه‌شناسی‌است. این دانش به تاریخ پول و مراکز حفظ و تبدیل آن در جهان می‌پردازد. سکه‌شناسی محدود به سکه و پول نمی‌شود؛ بلکه شبه‌پول‌هایی مانند مدال، نشان و ژتون را نیز در برمی‌گیرد.
سکه‌شناسی قسمت مهمی از باستان‌شناسی است که شاهد زنده‌ای از تمدن دنیای قدیم و ملل مختلف می‌باشد. علم سکه‌شناسی منحصر به شناسایی رشتهٔ خاصی نیست، بلکه سکهٔ هر دوره نمایندهٔ عادات، آداب، خط، زبان، هنر، مذهب، تمدن، وضعیت اجتماعی، ثروت یا ورشکستگی، ارتباطات تجارتی ملت و مملکتی است و در حقیقت منبع اطلاعات صحیح و دقیق از دنیای قدیم، یعنی از دورانی که سکه ایجاد گردیده تا به‌حال می‌باشد.
سکه هم اثری باستانی‌است که در سکه‌شناسی مدنظر است از سوی دیگر، پدیده اقتصادی‌است؛ بنابراین سکه‌شناسی، به باستان‌شناسی، تاریخ و اقتصاد وابسته‌است. همچنین سکه‌شناسی به کتیبه‌خوانی و زبان‌شناسی، نشانه‌شناسی و تشخیص علایم روی سکه، گاه‌شماری و تقویم برای تعیین زمان سکه و جغرافیا برای تعیین محل آن نیازمند است.
هرچند سکه‌هایی که در گذشته‌های دور ضرب شده‌اند، نمی‌توانند مورد تحریف جدی قرار گیرند، سکه‌شناسی ضعف‌های ویژه‌ای دارد. سکه‌ها در طول زمان ساییده، زنگ‌زده و شکسته می‌شوند. سکه‌شناسان گاهی به دلیل تداخل حروف و کلمات، در مورد شناسایی سکه به اشتباه می‌افتند. برای دقت در کار، نمونه‌های بسیاری از یک سکه مورد نیاز است که معمولاً چنین نمونه‌هایی به دست نمی‌آید. بخشی از سکه‌های موجود از سوی کسانی در اختیار سکه‌شناسان گذاشته می‌شود که از محل و چگونگی یافت آن آگاهی ندارند. جعل سکه از دیگر مسائلی‌است که سکه‌شناس را به اشتباه می‌اندازد.

## روش کار در سکه‌شناسی
معمولاً این کار به سختی انجام می‌شود.
سکه‌شناس در کار خود مراحل زیر را در پیش رو دارد:
- سکه‌یابی: روش یافتن سکه‌ها معمولاً روشی باستان‌شناسی‌است. به این ترتیب که در کاوش‌های باستان‌شناسی، گاه تعدادی سکه یا ابزارهای پولی نیز به دست می‌آید. همچنین امکان دارد به هنگام مرمت یا تخریب آثار باستانی یا کاوش‌های غیررسمی، سکه‌هایی به دست آید. این سکه‌ها، عموماً به موزه یا مراکز تحقیقاتی برده می‌شود. سکه‌شناس خود به تنهایی به حفاری نمی‌پردازد، بلکه از نتیجه کار حفار بهره می‌گیرد.
- تطهیر سکه: سکه‌ها قدیمی برای مدتی دراز در زیرزمین یا در صندوق‌ها، در فضاهایی کثیف باقی‌مانده‌اند؛ بنابراین این سکه‌ها می‌بایست تطهیر و پاک‌سازی بشوند. این تطهیر با ابزاری انجام می‌پذیرد که به سکه آسیبی وارد نگردد.
- تشخیص سکه: در این زمان، سکه‌شناس کار تخصصی خود را آغاز می‌کند و با بهره‌گیری از دانش‌هایی چون باستان‌شناسی و زبان‌شناسی، سکه‌ها را از دیدگاه تاریخی و جغرافیایی شناسایی می‌کند. او از فهرست سکه‌های شناسایی شده و دیگر تحقیقات دیگران استفاده می‌کند.
- طبقه‌بندی سکه: سکه‌های شناسایی‌شده بر اساس دیدگاه‌های تاریخی، جغرافیایی و دودمانی طبقه‌بندی می‌گردند. در ثبت مشخصات سکه اطلاعاتی چون دوره ضرب سکه، حاکم ضرب‌کننده، جنس، وزن، مشخصات ویژه، قطر دایره سکه، زمان ضرب سکه، مکان ضرب سکه، متن رو و پشت سکه جمع‌آوری می‌گردد.
- انتشار: نتایج کار سکه‌شناس پس از طبقه‌بندی به صورت فهرست منتشر می‌گردد تا تاریخ‌شناسان و محققان و دیگر سکه‌شناسان از آن بهره ببرند.